# 프로 에볼루션 사커 2019
프로 에볼루션 사커 2019(Pro Evolution Soccer 2019, 위닝 일레븐 2019, ウイニングイレブン2019, PES 2019)는 마이크로소프트 윈도우, 플레이스테이션 4, 엑스박스 원용으로 PES 프로덕션이 개발하고 코나미가 배급한 축구 시뮬레이션 비디오 게임이다. 이 게임은 PES 시리즈 중 18번째 게임으로, 2018년 8월 28일 북아메리카에 출시되었고 2018년 8월 30일 일본, 유럽, 오스트레일리아에 출시되었다. FC 바르셀로나의 윙어 필리피 코치뉴가 스탠더드 에디션의 전면 커버를 장식하고 있으며, 데이비드 베컴은 레전드 에디션의 전면 커버를 장식하고 있다. 스코틀랜드 클럽 셀틱과 레인저스가 해당 클럽들의 경기장과 함께 게임에 도입되었다. 이 프랜차이즈의 마지막 PES 게임이며 2020년 에디션부터는 이풋볼 프로 에볼루션 사커(eFootball Pro Evolution Soccer)라는 이름을 사용하기로 결정하였다.

## 게임플레이
PES 2019는 축구를 시뮬레이트하는 스포츠 게임이다. PES 2019의 매직 모멘트(Magic Moments) 기능은 게임플레이의 가장 중요한 위치에 있다.

## 팀
총 355개 클럽이 이 게임에 존재하며 이 중 293개가 라이선스를 받은 클럽이다. PES 2018과 비교하여 22개의 클럽이 더 추가된 것이다. 총 79개 클럽이 추가적으로 라이선스되었다. 17개 리그를 플레이할 수 있으며 그 중 AFC 챔피언스리그와 더불어 14개가 라이선스를 받은 리그이다.

### 공식 클럽 파트너
- FC 바르셀로나[7]
- 리버풀 FC[7]
- 아스널 FC[7]
- FC 샬케 04[7]
- AC 밀란[7]
- FC 인테르나치오날레 밀라노[7]
- AS 모나코 FC[7]
- 셀틱 FC[7]
- 레인저스 FC[7]
- SC 코린치앙스 파울리스타[7]
- CR 플라멩구[7]
- SE 파우메이라스[7]
- 상파울루 FC[7]
- CR 바스쿠 다 가마[7]
- CA 리버 플레이트[7]
- CA 인데펜디엔테[7]
- CA 보카 주니어스[7]
- 콜로-콜로[7]
- 알리안사 리마[7]
- 스포르팅 크리스탈[7]

### 풀 라이선스 리그
- Jupiler Pro League[7]
- Superliga[7]
- Ligue 1 Conforama[7]
- Domino's Ligue 2[7]
- 에레디비시[7]
- Liga NOS[7]
- 러시아 프리미어리그[7]
- Ladbrokes Premiership[7]
- Raiffeisen Super League[7]
- Spor Toto Süper Lig[7]
- Superliga Quilmes Clásica[7]
- Campeonato Brasileiro[7]
- Campeonato Nacional Scotiabank[7]
- Liga Águila
- Toyota Thai League (Data Pack 2.0)
- 중국 슈퍼리그 (Data Pack 2.0)
- J1리그 (모바일 전용)
- J2리그 (모바일 전용)